# Pulitzer-Preis 1931
Der Pulitzer-Preis 1931 war die 15. Verleihung des renommierten US-amerikanischen Literaturpreises. Es wurden Preise in zehn Kategorien im Bereich Journalismus und dem Bereich Literatur, Theater und Musik vergeben.
Die Jury bestand aus 14 Personen, unter anderem dem Präsidenten der Columbia-Universität Nicholas Murray Butler und Ralph Pulitzer, Sohn des Pulitzer-Preis-Stifters und Herausgeber der New York World.

## Preisträger
| Kategorie                                     | Preisträger                                                               | Begründung                                                                                 |
| --------------------------------------------- | ------------------------------------------------------------------------- | ------------------------------------------------------------------------------------------ |
| Dienst an der Öffentlichkeit (Public Service) | The Atlanta Constitution                                                  |                                                                                            |
| Berichterstattung (Reporting)                 | A. B. MacDonald, Kansas City Star                                         | Preis verliehen für seine Berichterstattung über einen Mord in Amarillo.                   |
| Korrespondenz (Correspondence)                | H. R. Knickerbocker, Philadelphia Public Ledger und New York Evening Post | Preis verliehen für seine Artikelreihe über die Anwendung des Fünfjahresplans in Russland. |
| Leitartikel (Editorial Writing)               | Charles S. Ryckman, Fremont Tribune                                       | Preis verliehen für den Artikel The Gentleman from Nebraska.                               |
| Karikatur (Editorial Cartooning)              | Edmund Duffy, The Baltimore Sun                                           | Preis verliehen für An Old Struggle Still Going On.                                        |

| Kategorie                                                   | Preisträger                                              |
| ----------------------------------------------------------- | -------------------------------------------------------- |
| Roman (Novel)                                               | Years of Grace von Margaret Ayer Barnes                  |
| Theater (Drama)                                             | Alison's House von Susan Glaspell                        |
| Geschichte (History)                                        | The Coming of the War 1914 von Bernadotte Everly Schmitt |
| Biographie oder Autobiographie (Biography or Autobiography) | Charles W. Eliot von Henry James                         |
| Dichtung (Poetry)                                           | Collected Poems von Robert Frost                         |